# LTCC
Низкотемпературная совместно обжигаемая керамика (Low Temperature Co-Fired Ceramic, LTCC) — технология низкотемпературной совместно обжигаемой керамики, используемая для создания микроволновых излучающих устройств, включая Bluetooth и WiFi-модули во многих смартфонах. Широко известна по применению в изготовлении АФАР радаров истребителя пятого поколения Т-50 и танка четвертого поколения Т-14.

## Область применения
Технология стала известна широкой публике по использованию при создании АФАР радаров, где в тонкой стеклянной пластине размещались ячейки радара. Однако на практике устройства на LTCC-технологии встречаются очень часто в бытовой технике от различных встроенных антенн смартфонов до различных излучателей в некоторых микроволновых печах.

## Что из себя представляет готовое LTCC-устройство

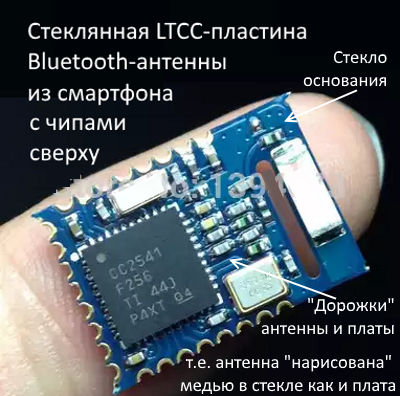
Приемник Bluetooth из типичного смартфона. Синяя подложка под чипами — это LTCC-пластина, на которой «нарисованы» дорожки для пайки чипов, а также и сама антенна

LTCC-устройство представляет из себя тонкую стеклянную панель, в которой внутри в результате обжига появились металлические проводники, которые играют роль:
- Печатной платы для напаивания сверху чипов
- Различных антенн приема и излучения сигнала, в том числе сложной формы, такой, как спиральная для поляризованных радиоволн, что широко применяется в военных и гражданских целях
- В LTCC-устройстве могут быть реализованы простейшие элементы, такие, как резисторы, катушки индуктивности, конденсаторы[1], что позволяет LTCC использовать не только как замену обычной печатной плате, но и реализовать часть электроники внутри керамической пластины[1]

## Технология изготовления

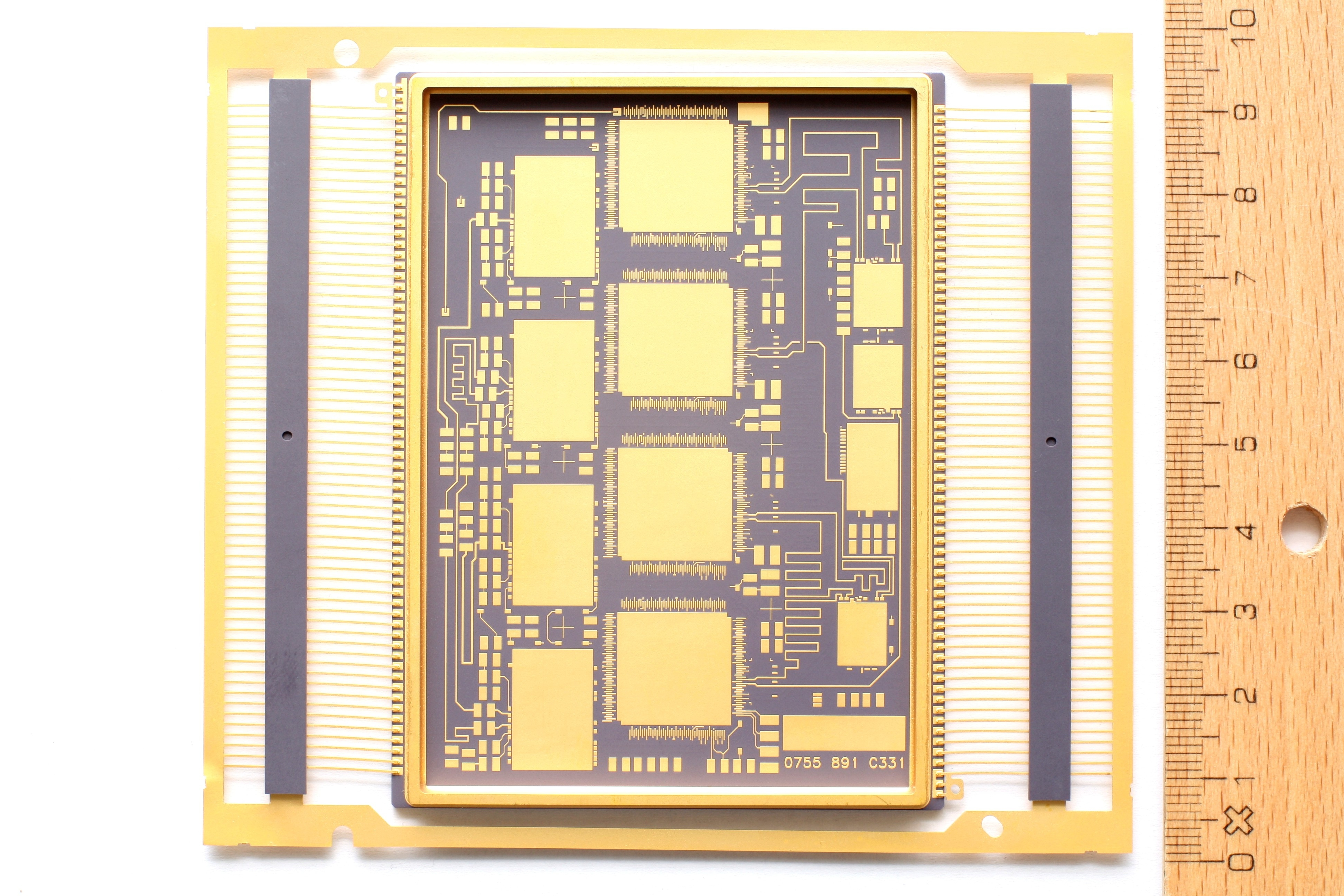
Печатная плата на LTCC, где видны места для дальнейшей пайки чипов

Обычно для производства многослойных печатных плат ранее использовались органические материалы. Увеличение рабочих частот современных микросхем на печатных платах потребовало смены материала, что и привело к созданию технологии LTCC.
Суть технологии заключается в том, что устройство изготавливается подобно печатной плате, но находящейся в расплаве стекла. «Низкотемпературная» означает, что обжиг осуществляется при температурах ниже 1000 °С вместо 1600 °С для технологии HTCC, когда возможно использование не только весьма дорогих высокотемпературных компонент из молибдена и вольфрама в HTCC, но и более дешёвой меди в сплавах с золотом и серебром.

## Преимущества и недостатки технологии
Традиционными преимуществами технологии LTCC считаются:
- Экономичность и дешевизна изготовления устройств
- Герметичность от влаги, включая выпадение конденсата внутри электронного устройства при достижении точки росы
- Устойчивость к нагреву устройства при пожарах или сильных индукционных токах, что важно для военных целей
- Неизменяемость геометрии устройства при резких перепадах температуры
- Высокая механическая прочность как для закалённого стекла
- Надёжность микроволновых устройств
- Возможность создания «многослойных плат» (3D-интеграция)

LTCC не имеет существенных недостатков относительно предшествующей ей технологии HTCC и фактически является ее совершенствованием с использованием более дешевых материалов и более простого низкотемпературного процесса.